# Lobelia adnexa
Lobelia adnexa är en klockväxtart som beskrevs av Franz Elfried Wimmer. Lobelia adnexa ingår i släktet lobelior, och familjen klockväxter. Inga underarter finns listade i Catalogue of Life.